# Eroles
El poble d'Eroles actualment pertany al terme municipal de Tremp, de la comarca del Pallars Jussà, però ha tingut fins ara una agitada vida administrativa, com s'exposa a l'apartat d'història.

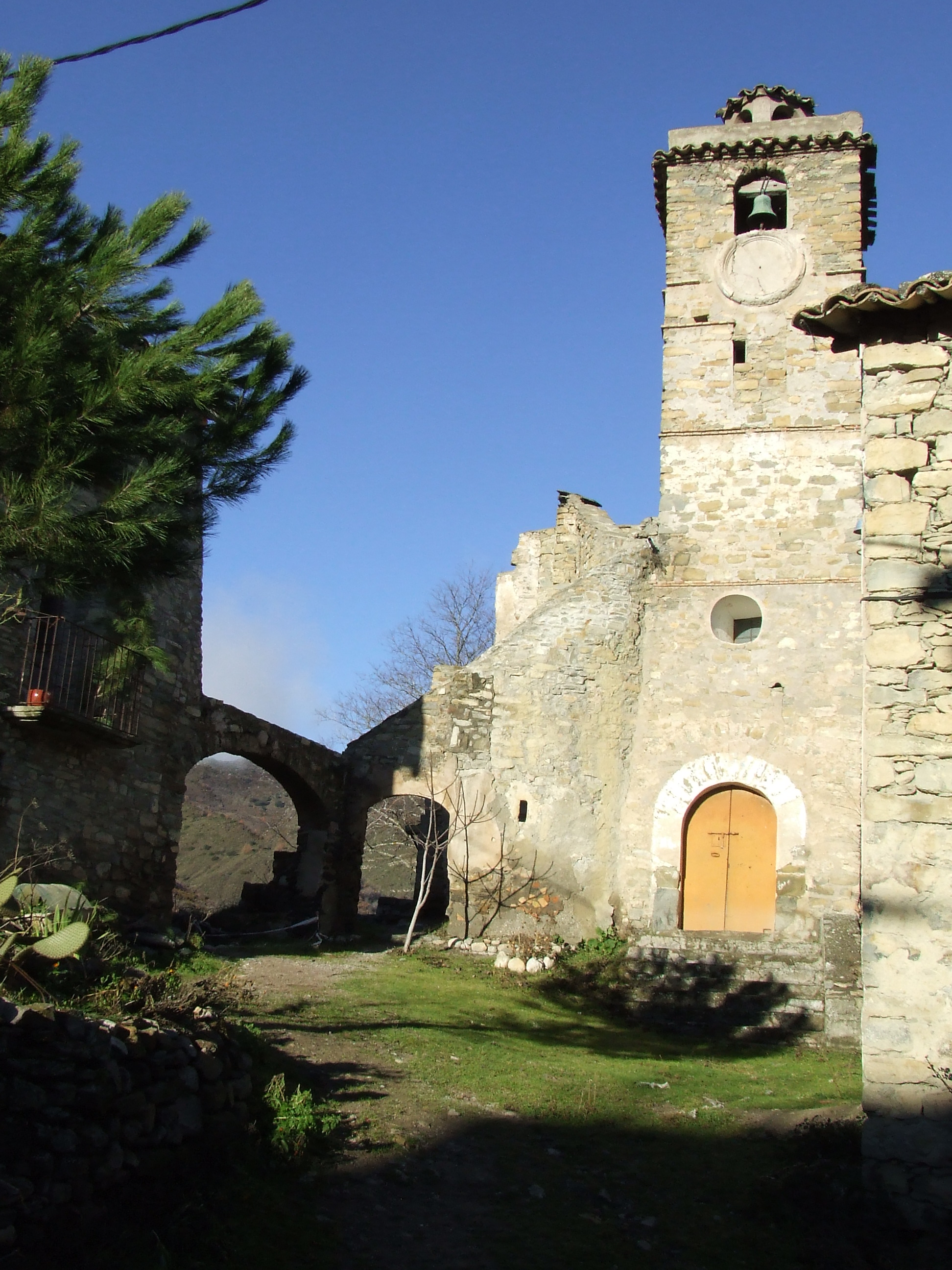
La plaça d'Eroles, amb l'església

Està situat a l'oest de Tremp, a 13 quilòmetres, i és accessible per una pista rural asfaltada de poc més de 4 quilòmetres que arrenca del punt quilomètric 18 de la carretera C-1311, del Pont de Montanyana a Tremp.
Just a sota i al sud-est d'Eroles es forma el barranc de Ricós, un dels més destacats de l'antic terme de Fígols de Tremp, que articula tota la vall d'Eroles, seu de l'antiga baronia d'Eroles.

## Història
Fou creat ajuntament el 1812 en el desplegament dels preceptes emanats de la Constitució de Cadis, però el nombre d'habitants, inferior als 30 veïns (caps de família), feu que el febrer del 1847 s'unís a Castissent, juntament amb Claramunt, Fígols de Tremp i Puigverd de Talarn. Així doncs, passà a ser un agregat de Castissent. Ara bé, al cap de 30 anys s'invertí la situació, ja que el 15 de desembre del 1877 l'alcalde constitucional de Castissent, Antoni Pons i Fenosa, signà el decret que traslladava l'ajuntament i les altres dependències municipals al poble d'Eroles. A partir d'aquell moment el districte municipal dugué aquest nom, de manera que els pobles anteriorment esmentats passaren a ser agregats seus. Però no és tot: l'11 de desembre del 1940 hi hagué un nou trasllat, ara a Fígols de Tremp, tornava a canviar el nom i la capitalitat d'aquest municipi, finalment anomenat Fígols de Tremp, quan fou agregat el 1970 al terme municipal de Tremp.

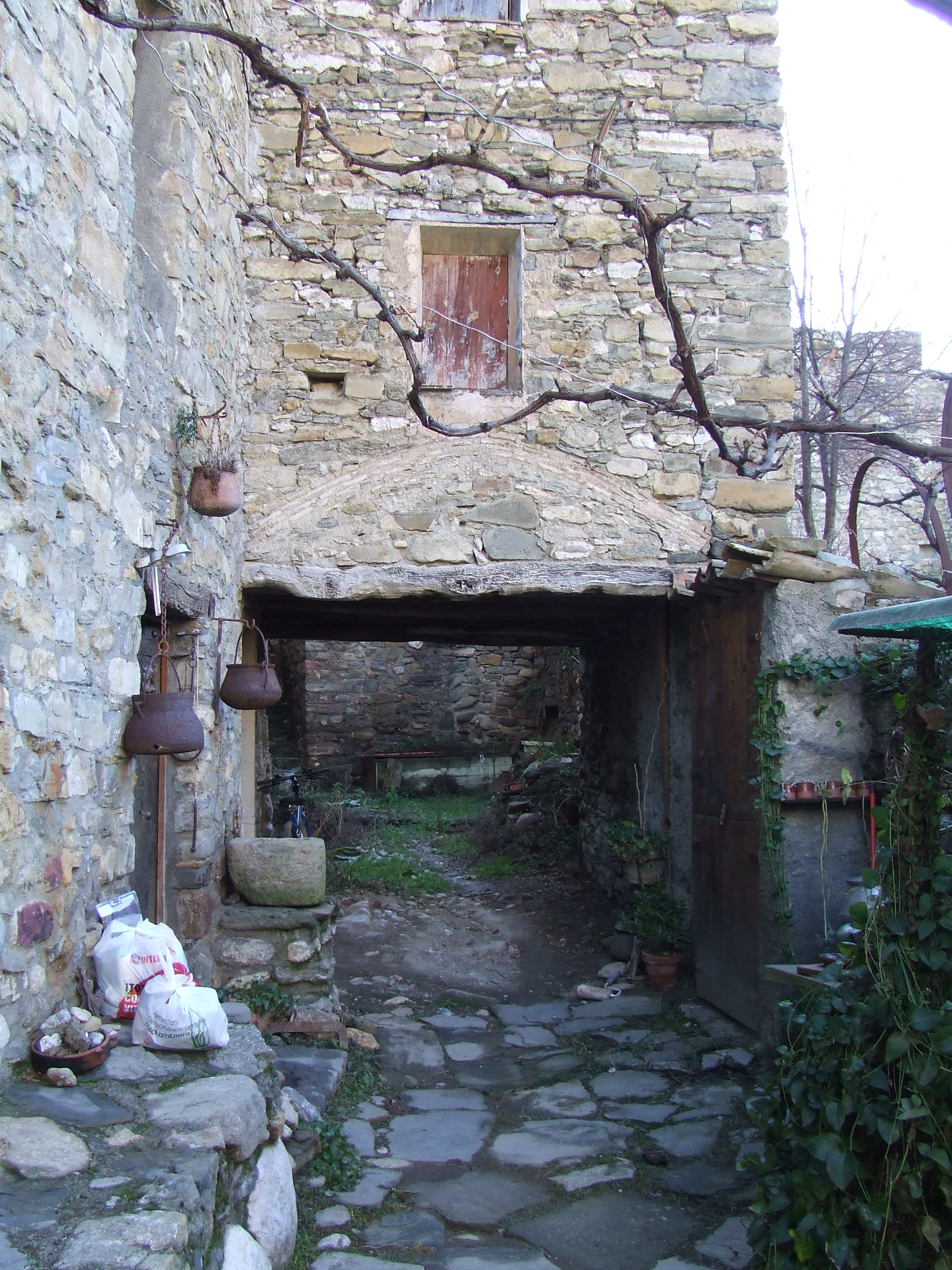
Un dels passos d'accés al poble clos

L'origen del poble fou el castell d'Eroles, situat a l'extrem sud-est del poble actual. Aquest castell és on nasqué la baronia d'Eroles. A partir del castell i del camí que hi menava s'anà organitzant el poble, que consta bàsicament d'un sol carrer allargassat i una plaça.
En el cens del 1359, Eroles consta amb 8 focs (uns 40 habitants); en el Fogatge del 1553, apareix amb 7 focs (uns 35 habitants), i el 1831 hi consten 116 habitants, i vers 1900, hi havia 47 edificis, amb 126 habitants. En l'actualitat, el 2006 hi havia 11 habitants.
L'església de Santa Maria d'Eroles era parroquial, si bé aquesta categoria canvià en diverses avinenteses. Fou destruïda per la gent de Tremp durant la guerra que enfrontà el bisbe d'Urgell amb el comte de Pallars, fou refeta en acabar els enfrontaments.
En el camí d'accés al poble, al seu sud-oest, abans d'arribar-hi, hi ha l'ermita de Sant Pere Màrtir, i al nord-est, també una mica distanciades, les ruïnes de la de Sant Martí.

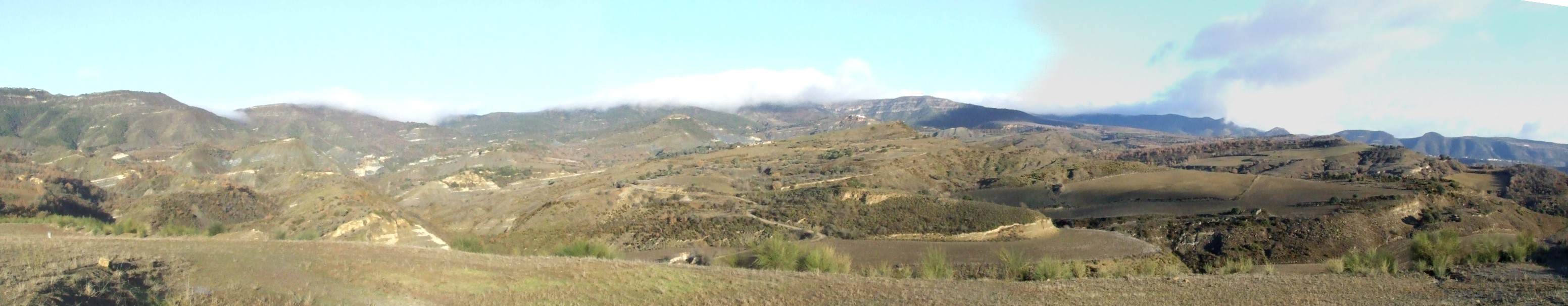
Eroles i les valls del seu entorn

El territori d'Eroles fou creat com un alou donat en testament per la vescomtessa Sança, esposa del vescomte Guillem I d'Urgell, a l'arxilevita Traver, en nom de la canònica de Santa Maria de la Seu d'Urgell. Així, havia de ser una possessió de l'església, però els comtes de Pallars hi mantingueren sempre privilegis, de manera que el 1149 Arnau Mir i Òria hi consignen com a castlà, o carlà, d'Eroles i Montllobar Roger d'Eroles, iniciador de la nissaga dels Eroles i de la baronia. El rei hi mantingué part del domini, que acabà venent als Eroles el 1392.
Eroles fou així el cap de la baronia d'Eroles, que incloïa alguns pobles més d'aquest mateix terme, però que, en canvi, tenia força possessions en els termes veïns.

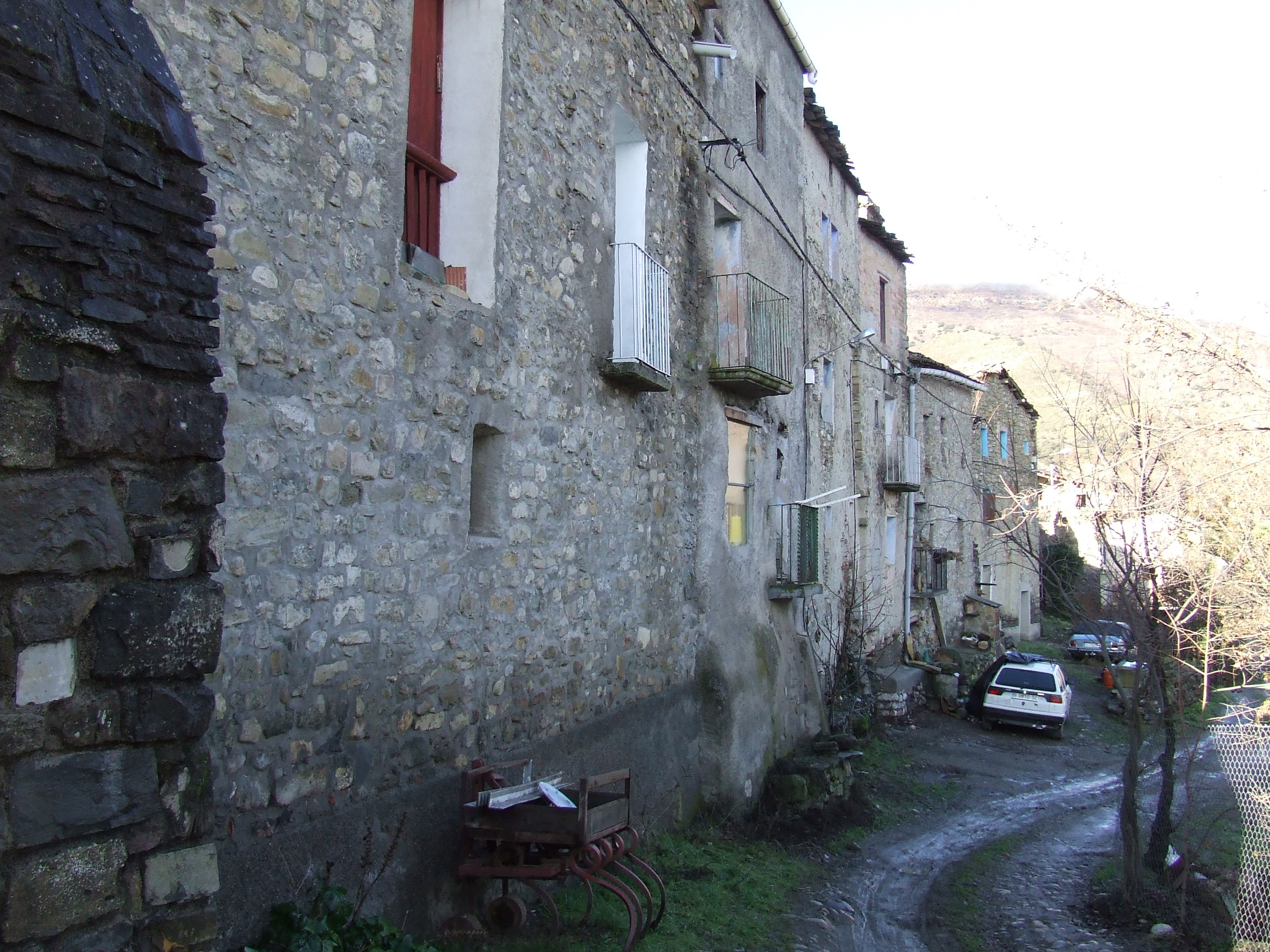
Filera de cases que forma el clos del poble pel costat nord

En el Diccionario geográfico... de Pascual Madoz, publicat el 1845, es parla d'Eroles: situat en un petit pla en el vessant occidental d'una alta serra que l'arrecera dels vents de llevant, el combaten els altres vents; el clima és fred, però saludable. Formaven el poble 23 cases, inclosa la del capellà, quasi totes d'un sol pis i mala distribució interior. Estan ordenades en una petita plaça i un carrer, i una part de les cases amenacen ser arrossegades per l'erosió del turó on es troben, per part del barranc que passa pràcticament per sota (aquest fet es produí, i arrossegà la major part del castell). Quedaven dins del terme d'Eroles el castell i antic poblat de Montllobar i les quadres, caseries o masies de la Casota i la Vileta. Les terres del terme eren trencades i aspres, muntanyoses i de mala qualitat, amb alguns territoris de qualitat mitjana al fons dels barrancs. S'hi artiguen, cremant matolls, fragments de muntanya per tal de llaurar-los i treure'n fruit uns anys; després s'abandonen i se n'artiguen de nous. S'hi produïa blat, sègol, ordi, civada, patates, vi i oli. De bestiar, ovelles i bous, muls i ases per a les feines del camp. Hi havia caça de conills, perdius i animals perjudicials. Hi havia un molí d'oli, propietat del baró d'Eroles, i una part de l'activitat del poble era la producció de llenya i carbó, que es venia a Tremp. Eroles tenia 11 veïns (caps de família) i 64 ànimes (habitants).
A Eroles hi havia un magnífic molí d'oli (trull), amb embigat de fusta, idèntic al de Puigverd. Depenien del poble d'Eroles les quadres de la Vileta, situada en el Coll de Montllobar, que té l'església romànica de Santa Llúcia de la Vileta, i de la Casota, que havia tingut hostal.

## Festes i tradicions
A Eroles, trenquen olles, deia la maledicència popular de la comarca.
La Festa major del poble se celebra per la Mare de Déu d'Agost (dia 15 d'aquell mes), ja que la parròquia està dedicada a santa Maria.
Una segona festa important al llarg de l'any era l'Aplec de Sant Pere Màrtir, que es feia el diumenge abans del 29 d'abril, en què tenia lloc la benedicció del terme.

## Masies
Tot i ser un poble amb molt història i amb un rodal de masies prou ample, en l'actualitat tot el territori està molt despoblat, i quasi totes les masies abandonades. Formaven el rodal d'Eroles els masos següents:
- Masia d'Eixandre
- Forats era una masia que estava situada a l'extrem sud-est de l'antic terme de Fígols de Tremp, al nord del Pont de Forats, sobre el barranc de Ricós. Situada al sud del Tossal de Velart, és en una carena delimitada a llevant pel barranc de Sant Adrià i a ponent pel barranc de Ricós. És al nord-oest de la Font de la Salut i al sud de la de Padengallard. Està a 634 metres d'altitud.[4]
- Masia de Miquel
- Masies de Perantoni
- Lo Teuler